# Ramal do Canal de São Roque
O Ramal do Canal de São Roque era uma ferrovia portuguesa de via larga que ligava a Estação de Aveiro ao Canal de São Roque, perto das salinas, numa extensão de 2,431 km, sem obras de engenharia no seu curto percurso. Entrou ao serviço em Setembro de 1913.

## Caracterização
Este ramal era considerado uma dependência da Estação de Aveiro, tendo sido construído apenas para o transporte de mercadorias, servindo para o escoamento dos produtos marítimos da Ria de Aveiro, especialmente o sal, extraído das salinas de Aveiro.
Em termos de paisagem, era um caminho-de-ferro que proporcionava três variedades de panoramas: de um lado, as casas da cidade de Aveiro; em frente, a brancura das salinas, e de outro, os campos agrícolas verdejantes.

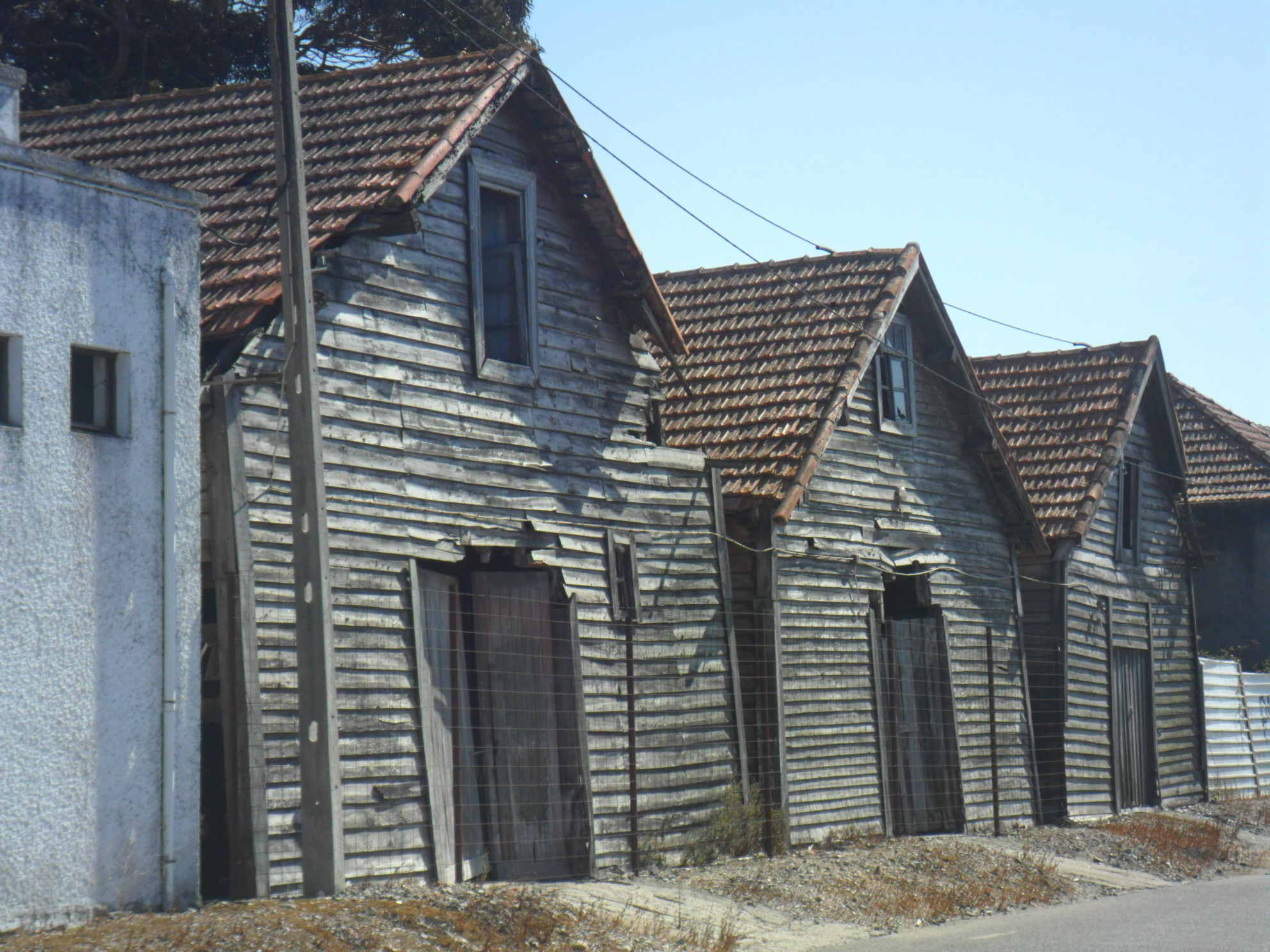
Antigos armazéns do sal do Canal de São Roque

## História
Este ramal foi construído pela Companhia dos Caminhos de Ferro Portugueses, tendo sido aberto à exploração a 19 de Setembro de 1913.[carece de fontes?]

### Construção do Ramal de Aveiro - Mar
Em Novembro de 1926, estava prevista a construção de um segundo ramal a partir da Estação de Aveiro, em via estreita, até Cantanhede, transitando junto ao Canal de São Roque. Este ramal foi aberto ao serviço pela Companhia do Vouga em 1932, indo apenas até ao Canal de São Roque.

### Transição para a CP
O Decreto-Lei n.º 38246, de 9 de Maio de 1951, confirmou a concessão única da Companhia dos Caminhos de Ferro Portugueses, tendo o Ramal do Canal de São Roque sido listado como uma das vias férras de via larga que iriam ficar sobre a gestão daquela empresa.
Deste ramal restam apenas os vestígios duma parte do percurso, numa zona possivelmente protegida[carece de fontes?], onde não foi feita qualquer construção. Este ramal encontra-se desactivado desde a década de 1960.